# Daiwa House

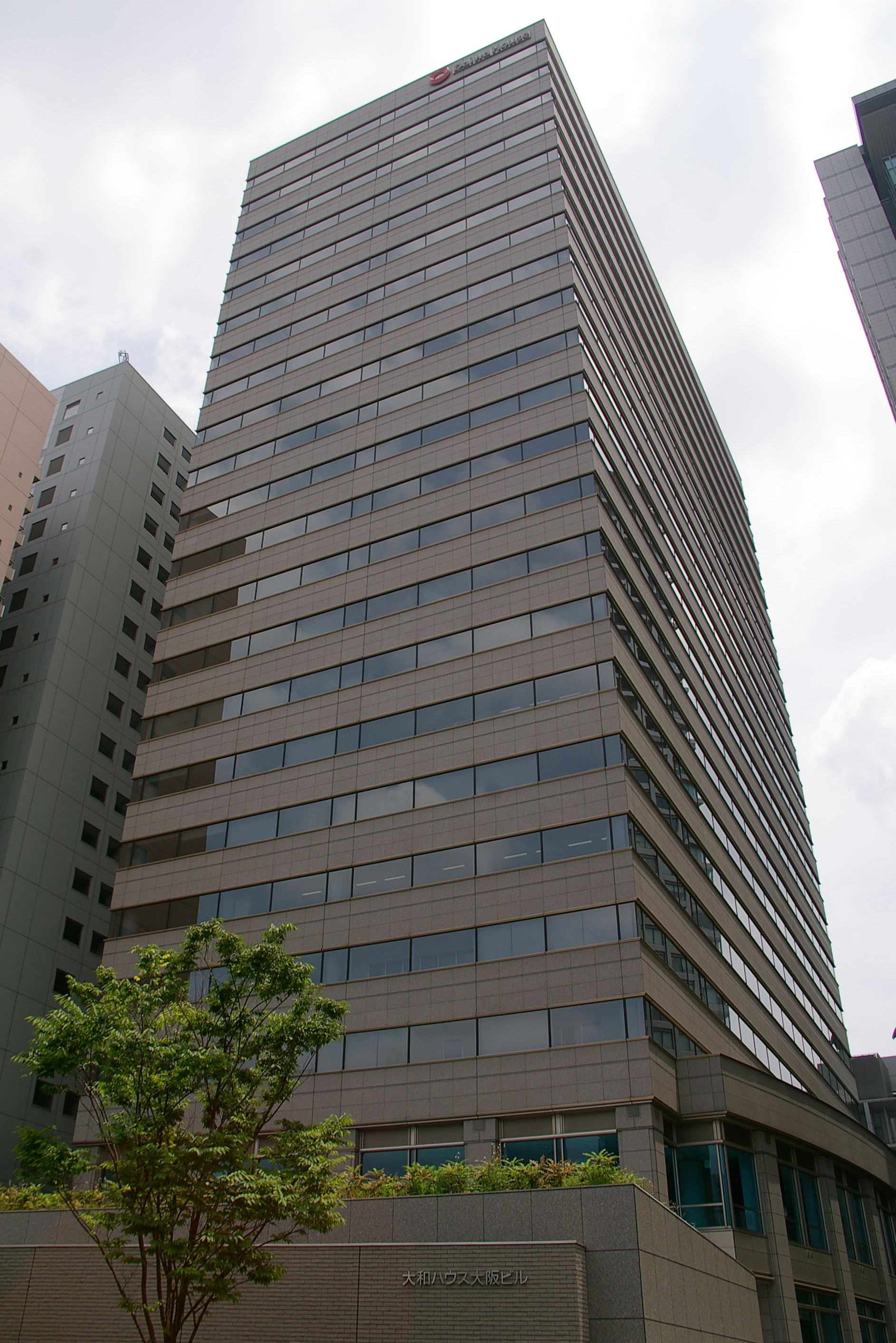
Daiwa House Head Office

Daiwa House é uma construtora japonesa, sediada em Osaka.

## História
A companhia foi estabelecida em 1955 em Osaka.